# 不奈婆修
不奈婆修，又作增财宿，是印度占星学二十七宿（纳沙特拉）之一，与中国二十八宿的井宿相对应。
不奈婆修由木曜统治，守护神为众神之母阿底提。它的联络星是北河三（双子座β）。
传统上，印度人为婴儿取名会以其出生时月亮所在的宿为依据，其名字的首字母是与这一宿对应的四个梵文字母之一。与不奈婆修相应的梵文字母分别为。